# Selayargökduva
Selayargökduva (Macropygia macassariensis) är en fågel i familjen duvor inom ordningen duvfåglar.

## Utseende och läte
Selayargökduvan är en stor och långstjärtad duva. Ovansidan är jordbrun, undersidan beige och tvärbandad från strupe till undersidan av stjärten. Hanen uppvisar brunt på huvud och nacke, medan honan har ljust huvud och nacken tvärbandad. Lätet består av ett murrigt "wooooaaa". 

## Utbredning och systematik
Selayargökduva förekommer i östra Indonesien och delas in i två underarter med följande utbredning:
- Macropygia macassariensis macassariensis – sydvästra Sulawesi, Tanakeke och Salayar
- Macropygia macassariensis longa – östra Små Sundaöarna (Tanahjampea och Kalatoa)

Tidigare behandlades den som en del av större gökduva (M. magna). 

## Levnadssätt
Selayargökduvan hittas i skogar och skogsbryn i låglänta områden.

## Status
Arten har ett begränsat utbredningsområde, men beståndet anses vara stabilt. Internationella naturvårdsunionen IUCN kategoriserar arten som livskraftig.